# Colalao del Valle
Colalao del Valle es una localidad y comuna rural del departamento Tafí del Valle, en la provincia argentina de Tucumán.

## Ubicación
Está ubicada al oeste de la provincia, en la zona de los Valles Calchaquíes.
Se encuentra en el km 4308 de la Ruta Nacional 40 a 181 km de la ciudad de San Miguel de Tucumán, 10 km hacia el norte por la RN 40, se halla el límite con la provincia de Salta.

## Población
Cuenta con 632 habitantes (Indec, 2010), lo que representa un incremento del 9% frente a los 579 habitantes (Indec, 2001) del censo anterior.

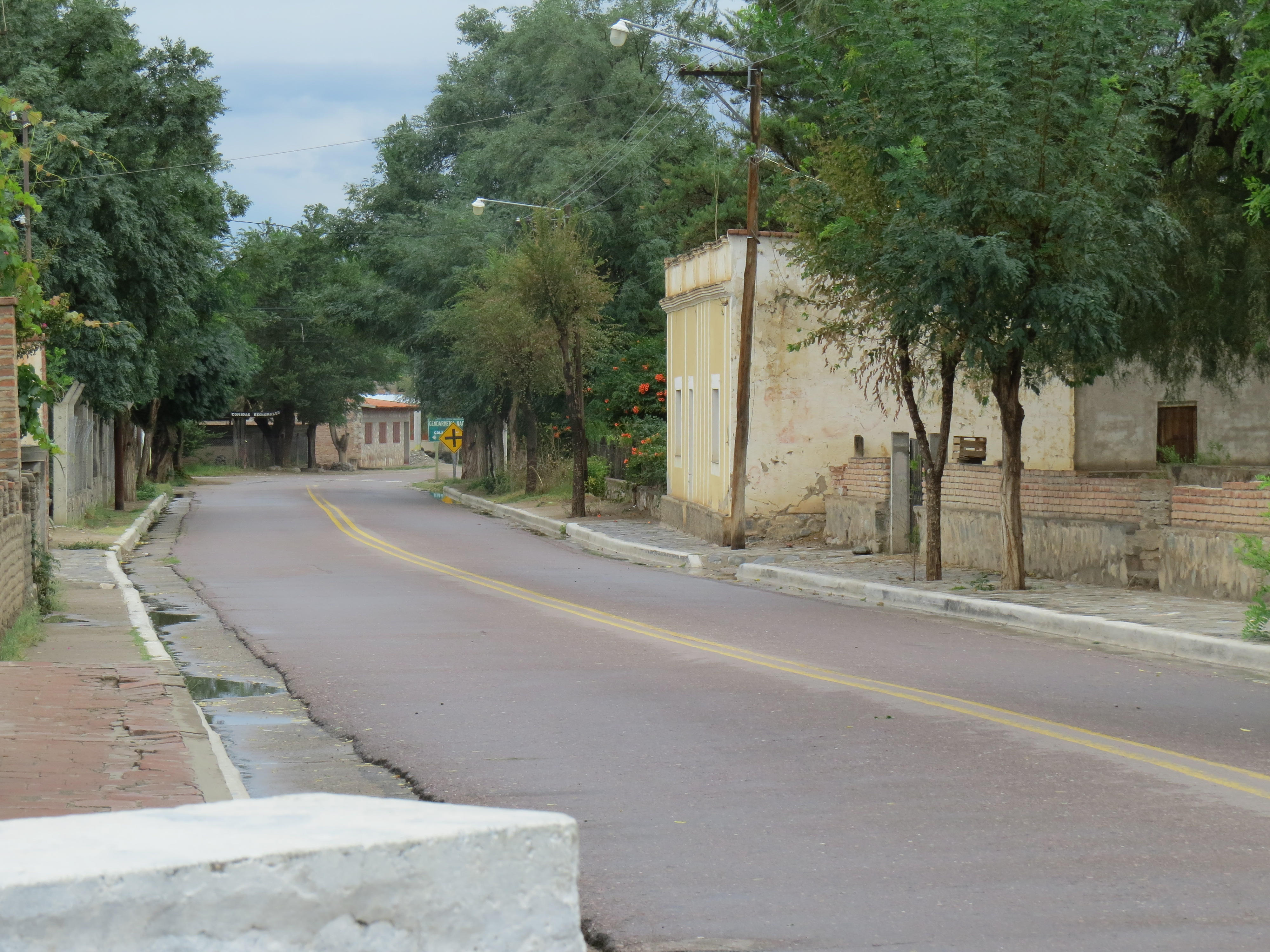
Calles de Colalao del Valle

| Gráfica de evolución demográfica de Colalao del Valle entre 1991 y 2010 |
|                                                                         |
| Fuente: Censos nacionales del INDEC                                     |

## Sismicidad
La sismicidad del área de Tucumán (centro norte de Argentina) es frecuente y de intensidad baja, y un silencio sísmico de terremotos medios a graves cada 30 años.
- Sismo de 1861: aunque dicha actividad geológica catastrófica, ocurre desde épocas prehistóricas, el terremoto del 20 de marzo de 1861 (164 años) con 12.000 muertes,[2] señaló un hito importante dentro de la historia de eventos sísmicos argentinos ya que fue el más fuerte registrado y documentado en el país. A partir del mismo la política de los sucesivos gobiernos del norte y de Cuyo han ido extremando cuidados y restringiendo los códigos de construcción.[1] Y con el terremoto de San Juan de 1944 del 15 de enero de 1944 (81 años) los gobiernos tomaron estado de la enorme gravedad crónica de sismos de la región.

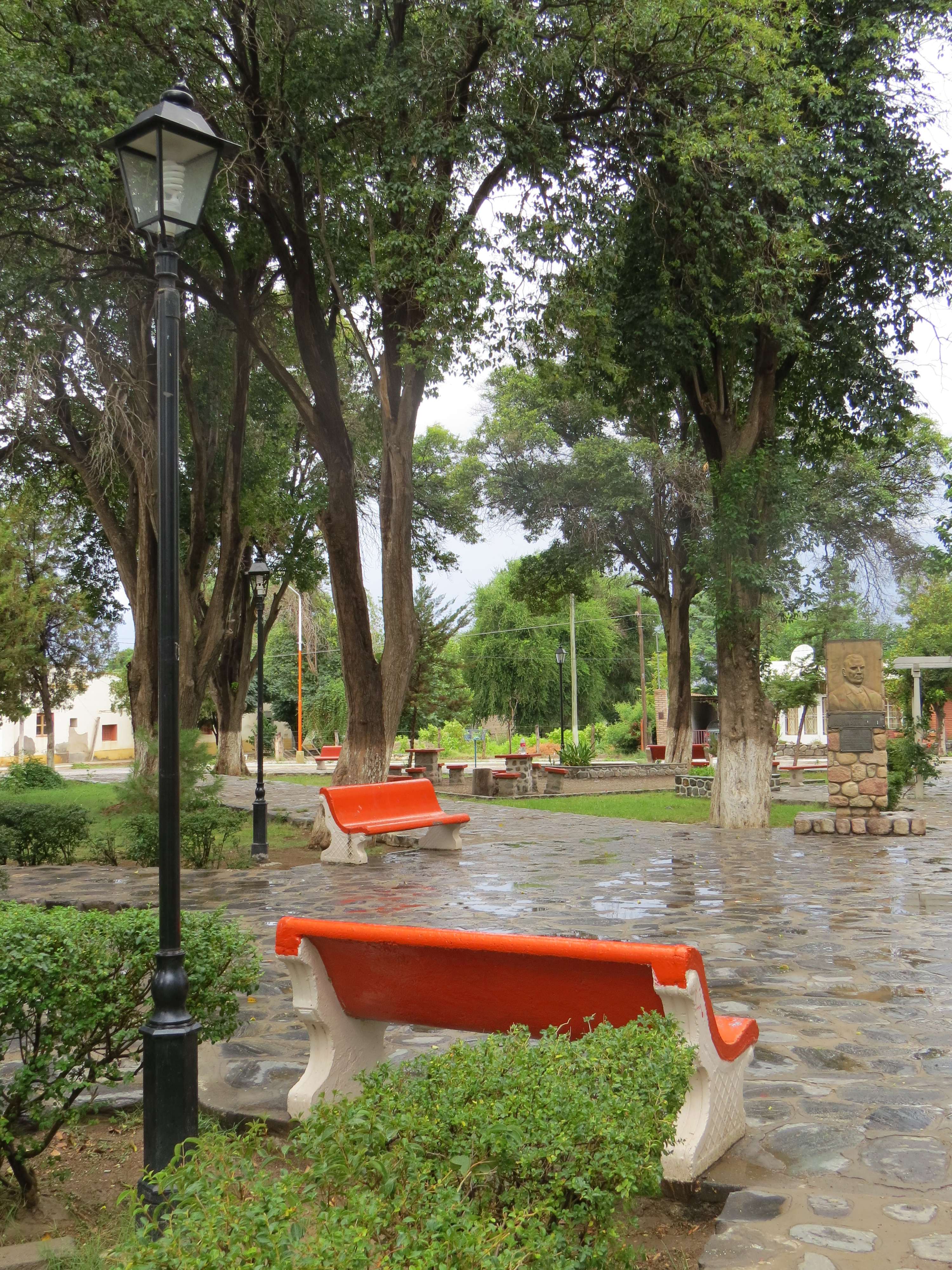
Plaza de Colalao del Valle

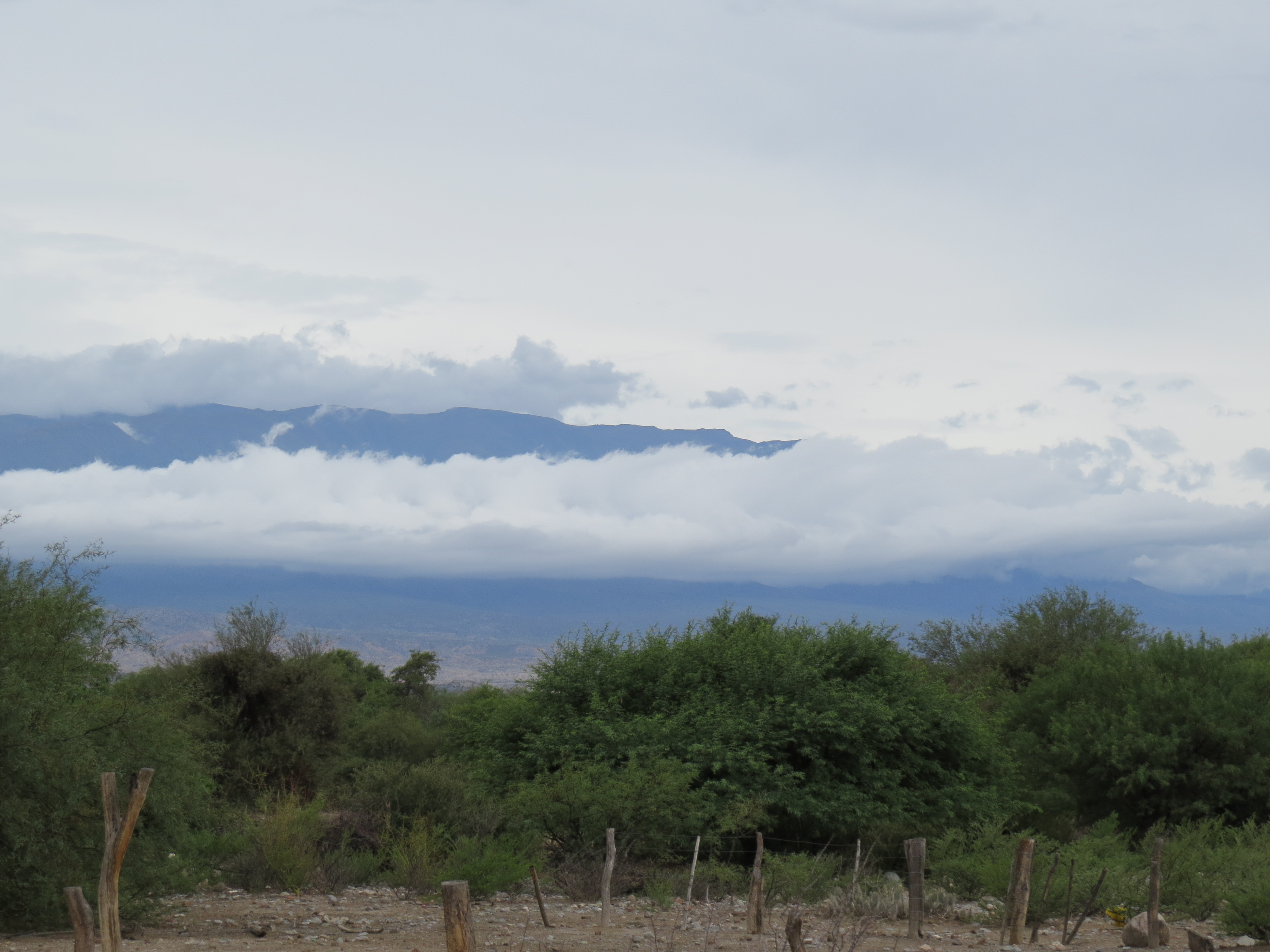
Vista de la precordillera en Colalao del Valle.

- Plaza de Colalao del ValleCasa típica de adobe del norte argentino, con horno de barro en el fondo. La vista es hacia la precordillera.Vista de la precordillera en Colalao del Valle.Sismo de 1931: de 6,3 de intensidad, el cual destruyó parte de sus edificaciones y abrió numerosas grietas en la zona[2][1]

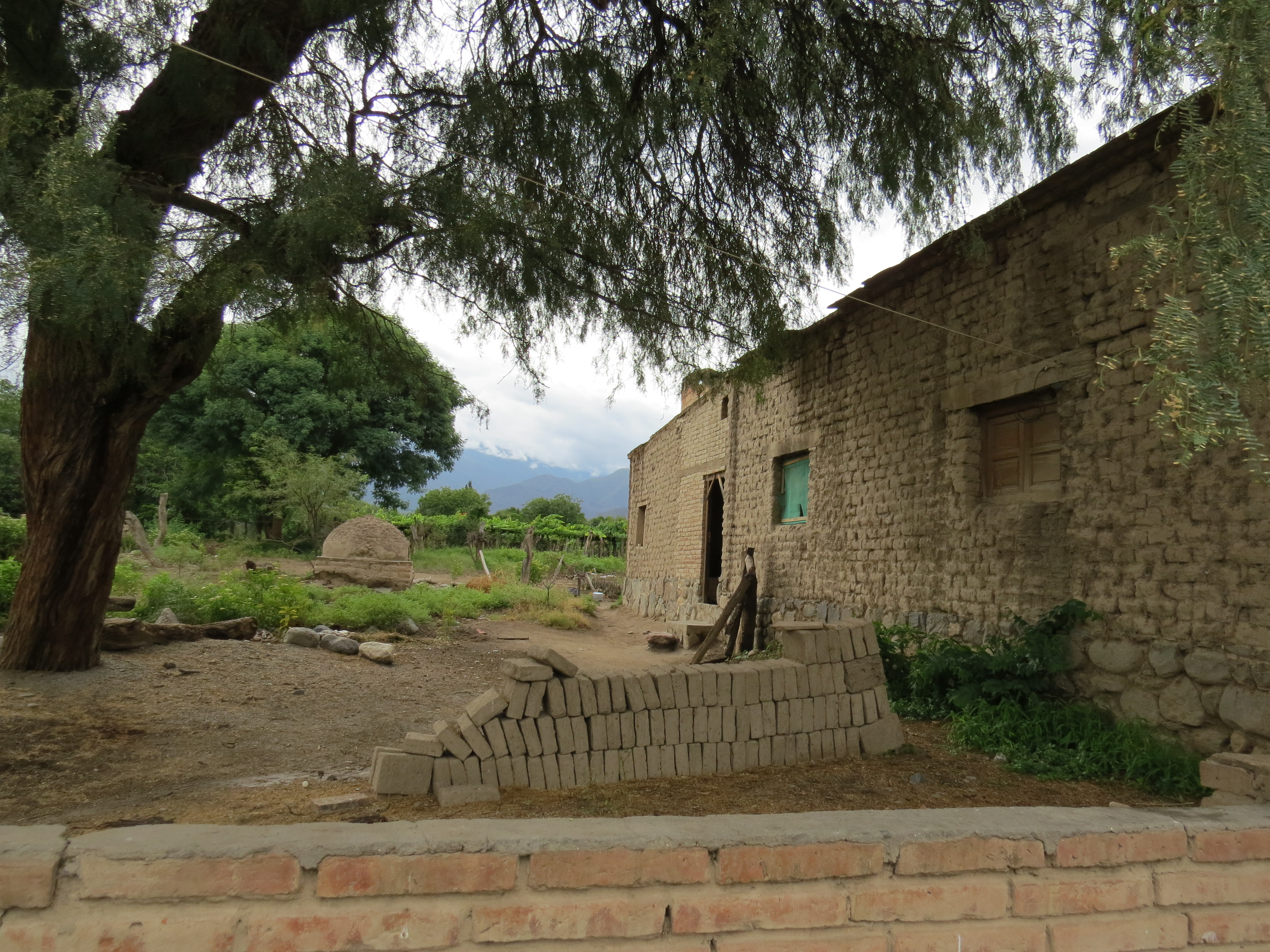
Casa típica de adobe del norte argentino, con horno de barro en el fondo. La vista es hacia la precordillera.

## Parroquias de la Iglesia católica en Colalao del Valle
| Prelatura territorial | Cafayate                   |
| --------------------- | -------------------------- |
| Parroquia             | Nuestra Señora del Rosario |

## Festividades
Una de las fiestas populares de la localidad, Los Antigales, se realiza en enero. Se trata de una celebración antigua, vinculada a los pueblos ancestrales de la zona. Entre las actividades que se desarrollan hay exposiciones de artesanos, degustación de comidas y bebidas típicas. También se realizan desfiles de caballos, gauchos y actividades de destreza criolla.
En julio se puede asistir a la fiesta del ponchi, una bebida popular compuesta de leche con aguardiente, azúcar, canela y huevo batido. La celebración se acompaña de bailes y gastronomía local.

## Personalidades
- Manuel Antonio Morales, futbolista con destacada trayectoria en Atlético Tucumán.